# Messier 88
Messier 88 (também conhecida como M88 ou NGC 4501) é uma galáxia espiral a 47 milhões de anos-luz de distancia na constelação de Coma Berenices. A galáxia é um membro do Aglomerado de Virgem. Foi descoberta por Charles Messier em 1781.

## Descoberta e visualização

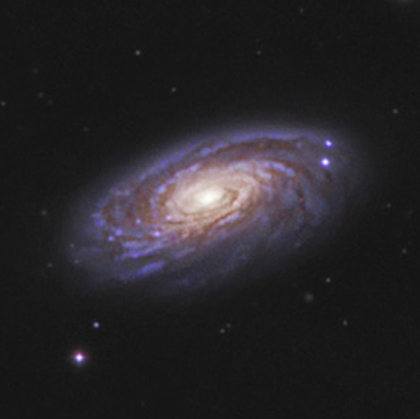
Messier 88, Hunter Wilson

A galáxia espiral foi descoberta pelo astrônomo francês Charles Messier em 18 de março de 1781, quando decidiu realizar um empreendimento de observações de nebulosas que estavam naquela região da esfera celeste, na constelação de Virgem. Em apenas uma única noite, catalogou 8 galáxias, incluindo M88, além de um aglomerado globular, Messier 92.

## Características
É uma das mais brilhantes galáxias espirais do aglomerado de Virgem e uma das primeiras a ser reconhecida como espiral por William Parsons, em 1850, que a listou em seu catálogo de 14 galáxias espirais.
É uma galáxia simétrica, com múltiplos braços. Seu diâmetro angular de 8x3 minutos de grau corresponde a um diâmetro real de 130 000 anos-luz, considerando a sua distância em relação à Terra de 60 milhões de anos-luz, assim como qualquer outro membro do aglomerado de Virgem. Afasta-se rapidamente da Terra, a uma velocidade de 2 000 km/s.
Apenas uma supernova foi descoberta em M88, a SN 1999cl, descoberta em 29 de maio de 1999, alcançando a magnitude aparente máxima 13,8 oito dias depois.

## Galeria

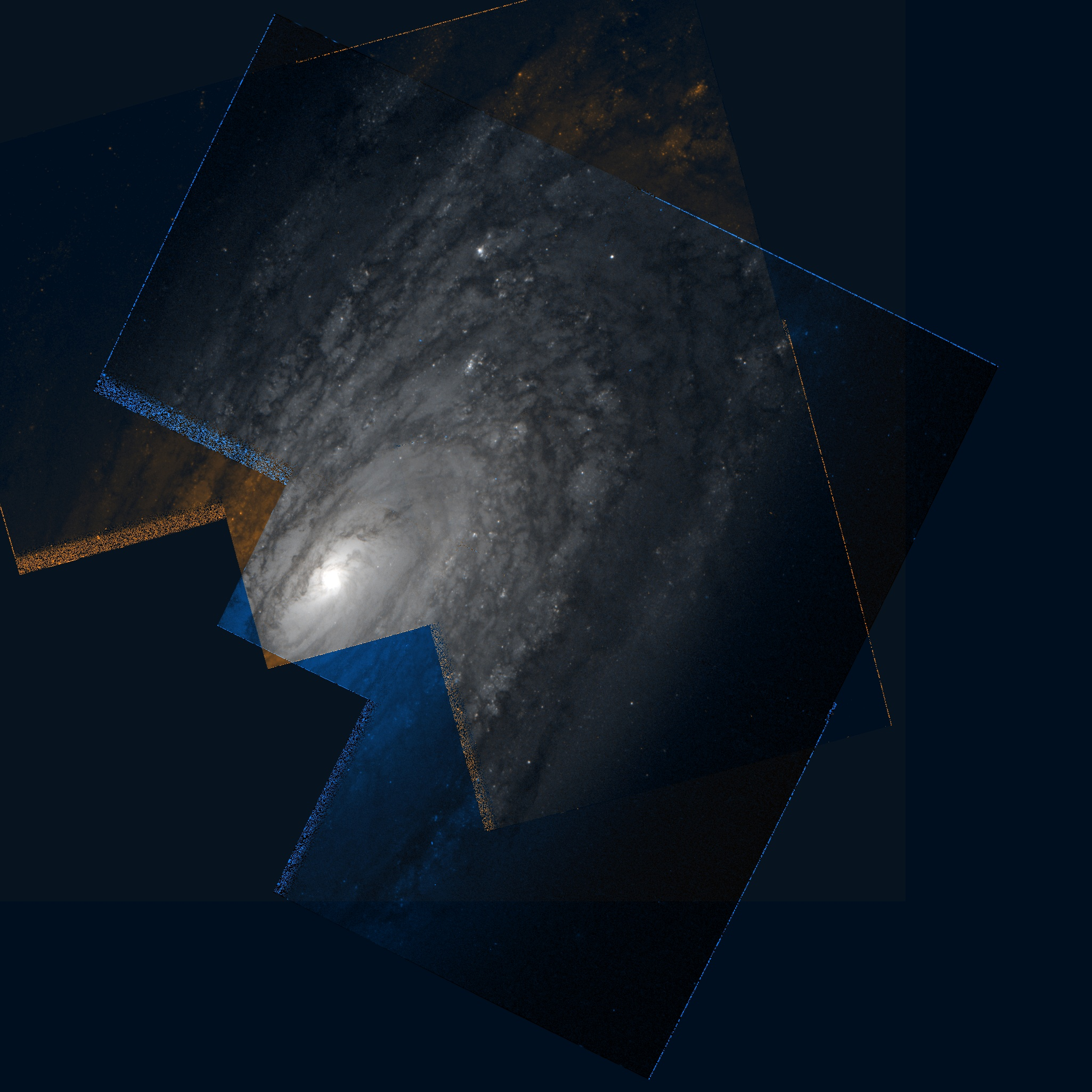
Messier 88, Telescópio Espacial Hubble
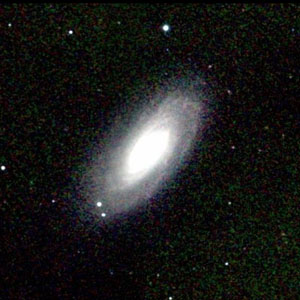
Messier 88, projeto 2MASS
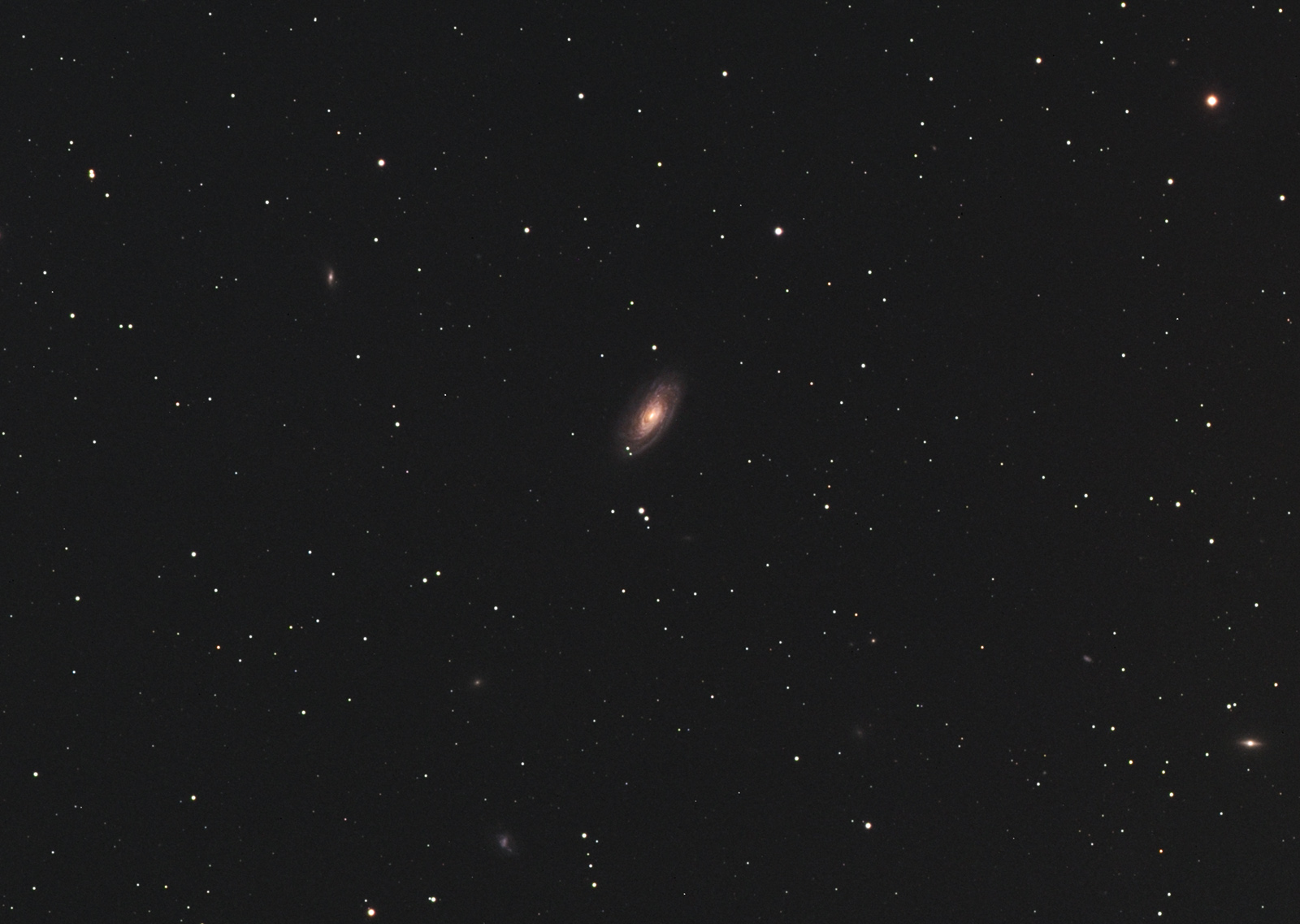
Messier 88, Peter Bresseler
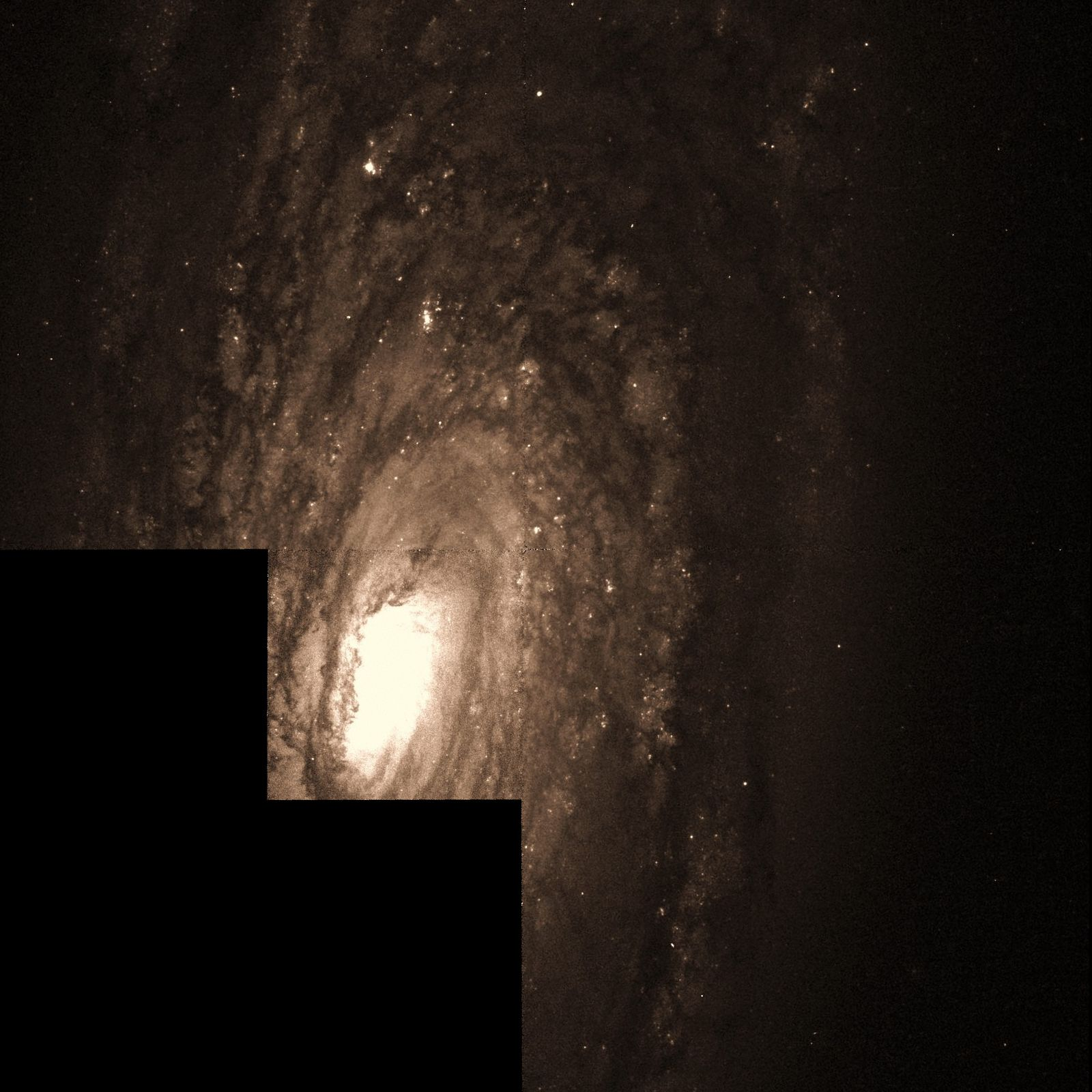
Messier 88, Telescópio Espacial Hubble
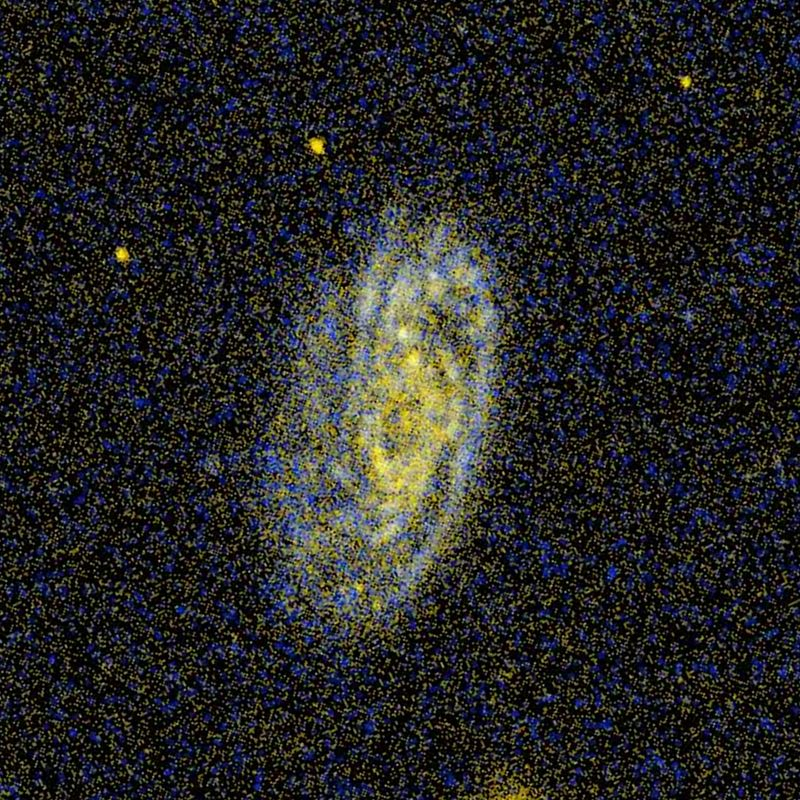
Messier 88, GALEX